# Appomattoxveldtocht
De Appomattoxveldtocht vond plaats van 29 maart tot 9 april 1865 in de staat Virginia tijdens de Amerikaanse Burgeroorlog. Het was een serie van veldslagen die culmineerde in de overgave van de Army of Northern Virginia, onder leiding van Robert E. Lee, en betekende het einde van de Amerikaanse burgeroorlog.

## Achtergrond
Noordelijke troepen onder leiding van luitenant generaal Ulysses S. Grant belegerden de stad Petersburg en het leger van Lee sinds juni 1864. De twee legers hadden de winter doorgebracht in een goed uitgebouwd loopgravenstelsel die uiteindelijk 56 km lang werden. Grant probeerde tijdens de winter de vijandelijke linie te flankeren in westelijke richting. Daarop werden de Zuidelijke linies telkens uitgebreid om de bewegingen van Grant te compenseren. Om deze afstand aan loopgraven te kunnen blijven verdedigen moesten de Zuidelijken hun troepen sterk verspreiden, wat resulteerde in een bezetting van 625 man per kilometer. Lee wist dat zijn leger deze belegering niet zou overleven als hij geen mogelijk vond om de stad te evacueren. De lente kwam eraan. De stortbuien stopten en de modderige wegen werden weer min of meer begaanbaar. Nu achtte Lee de tijd rijp om zijn leger te evacueren uit Petersburg.
De Appomattoxveldtocht was voorafgegaan door de onsuccesvolle poging van de Zuidelijken om de belegering te doorbreken. Bij de Slag bij Fort Stedman op 25 maart 1865 hadden de Zuidelijken getracht om het fort te veroveren. De aanval werd afgeslagen met zware verliezen tot gevolg. Lee besefte dat Grant nu de laatst resterende aanvoerlijn zou aanvallen, namelijk de South Side Spoorweg.
Lee was ondertussen benoemd tot bevelhebber van alle Zuidelijke troepen. (Hij was drie jaar bevelhebber geweest van de troepen in Virginia.) Hij stelde een plan op om zijn leger uit de belegering van Petersburg te halen. Daarna zou hij zijn leger in zuidwestelijke richting terugtrekken in de richting van Lynchburg. Daar kon hij zijn soldaten bevoorraden. Daarna zou hij in zuidelijke richting marcheren waar hij aansluiting zou kunnen vinden met het leger van generaal Joseph E. Johnston in North Carolina. Hij hoopte eveneens om met deze beide legers de strijdmacht van generaal-majoor William T. Sherman te verslaan om daarna samen het leger van Grant te vernietigen. Ter voorbereiding van de uitbraakpoging stuurde Lee zijn eenheden naar zijn rechterflank.
Grant had ook niet stilgezeten. Hij had extra troepen naar de linies gehaald om de troepen van Lee te kunnen verslaan. Generaal Philip Sheridans troepen waren net teruggekeerd uit de Shenandoahvallei. Ook de Army of the James onder leiding van generaal-majoor Edward Ord kwam aan om de Noordelijke linies te versterken.
De korpsen onder leiding van de generaals-majoor Kemble Warren and Andrew A. Humphreys hadden nu de handen vrij om een nieuw offensief tegen de vijandelijke linies te openen.

## Veldslagen

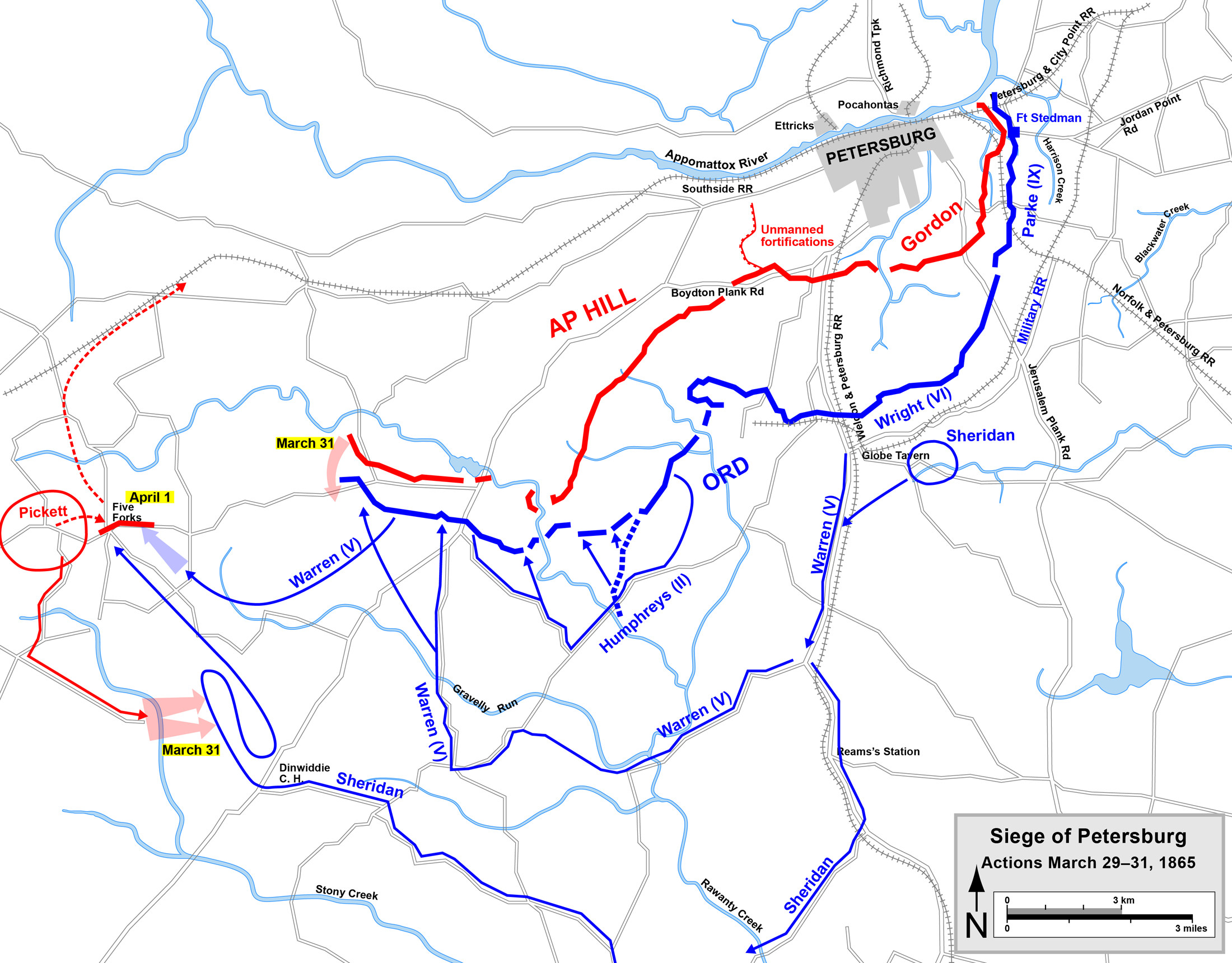
Bewegingen bij Petersburg voor en na de slag bij Five Forks

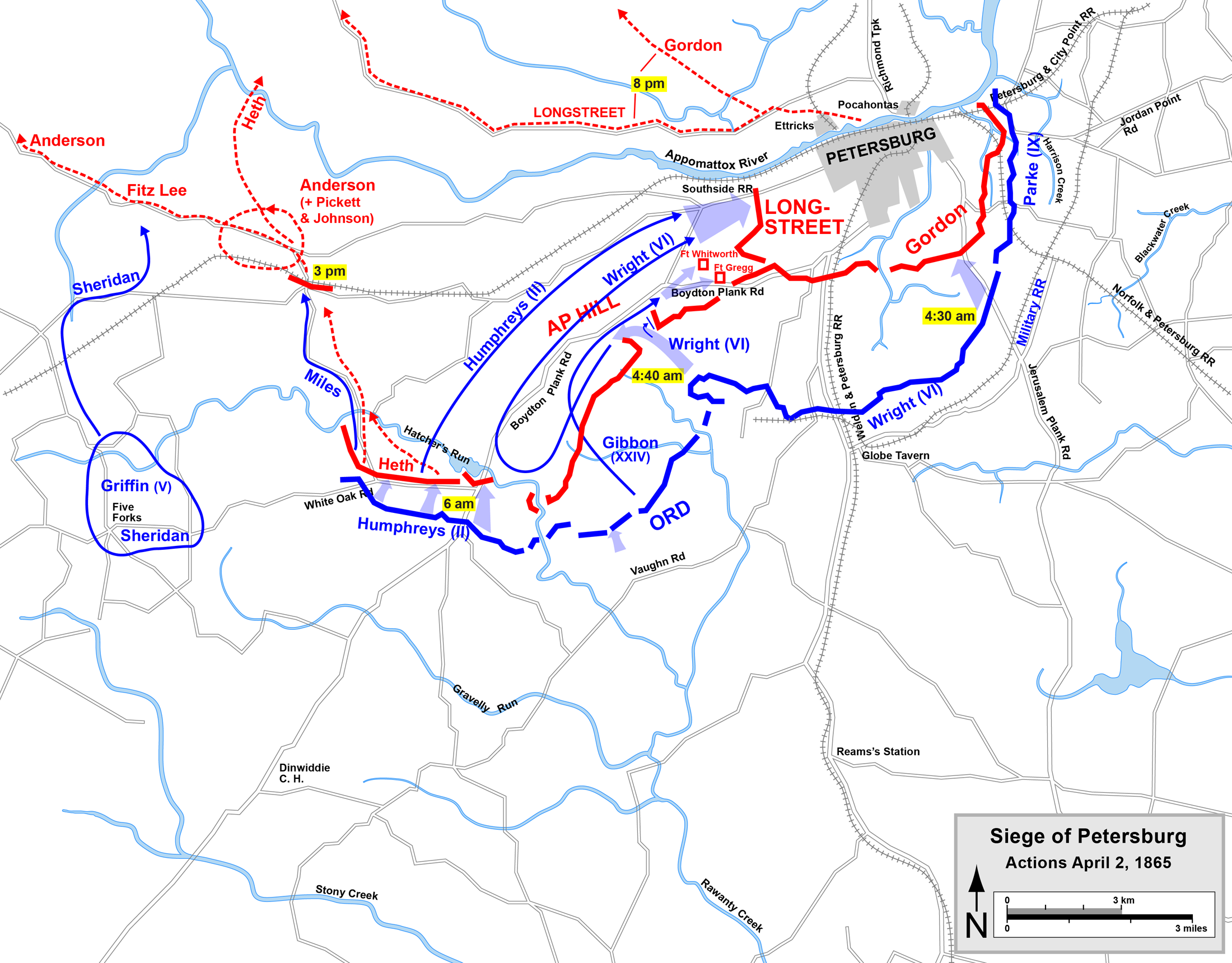
Grants aanval op Petersburg en het begin van de terugtocht van Lee

De volgende veldslagen worden tot de Appomattoxveldtocht gerekend.

### Noordelijk offensief
Slag bij Lewis's Farm (29 maart 1865)
De cavalerie onder leiding van Sheridan en het V korps van Warren openen het offensief door de rechterflank van de linies van Lee aan te vallen.
Slag bij White Oak Road (31 maart 1865)
Lee verplaatst nog meer troepen naar zijn rechterflank om de Noordelijke aanval af te slaan. Warren valt de Zuidelijke stellingen aan bij White Oak Road, maar wordt terug gedreven door een tegenaanval van generaal-majoor Bushrod Johnson.
Slag bij Dinwiddie Court House (31 maart 1865)
Een nieuwe aanval van Sheridans cavalerie om de flank van Lee te keren wordt geblokkeerd door de Zuidelijke cavalerie onder leiding generaal-majoor William Henry Fitzhugh Lee en zuidelijke infanterie onder leiding van generaal-majoor George Pickett.
Slag bij Five Forks (1 april 1865)
In deze beslissende veldslag van de veldtocht worden de defensieve linies ingenomen die verdedigd worden door de mannen onder Pickett en W. Lee. Dit strategisch belangrijke kruispunt beschermde de bevoorradingswegen van de Zuidelijken. 4500 zuidelijke soldaten geven zich over. Lee stuurt hierop een bericht naar de Zuidelijke regering met de raad om Petersburg en Richmond te evacueren. Lee was verplicht om zijn plan aan te passen. Nu zou hij zijn leger naar Amelia Court House brengen om daar het leger te bevoorraden met voorraden uit Richmond. Daarna zou hij naar Danville marcheren om de naar daar gevluchte Zuidelijke regering op te pikken. Om daarna contact te zoeken met het leger van Johnston in North Carolina.
Derde Slag bij Petersburg (2 april 1865)
Vier Noordelijke korpsen van de Army of the Potomac openen een aanval op de overgebleven Zuidelijke linies. In de strijd sneuvelt luitenant-generaal A.P. Hill.
Slag bij Sutherland's Station (2 april 1865)
Noordelijke eenheden veroveren de Southside spoorweg. De bevoorrading van het leger van Lee is doorgesneden. Op dezelfde dag steekt luitenant-generaal James Longstreets korps de James-rivier over om Petersburg te versterken. Richmond werd de vorige nacht geëvacueerd. De Zuidelijke regering vluchtte richting Danville. Luitenant-generaal Richard S. Ewell krijgt het bevel om de militair waardevolle installaties in de stad te vernietigen. De bewoners komen hier echter tegen in opstand.

### De terugtocht van de Zuidelijken
Slag bij Namozine Church (3 april 1865)
Na een kleine schermutseling tussen de Zuidelijke en Noordelijke cavalerie, bereikt Lee op 4 april Amelia Court House. De beloofde voorraden zijn echter niet ter plaatse. Verschillende treinen zijn nooit vertrokken uit Richmond en andere werden vernietigd door de Noordelijken. Lee beslist van in het gebied rond Amelia Court House te blijven en eenheden uit te sturen om voedsel te vinden. De buit is echter bedroevend klein. Dit was een tactische fout van Lee. Hij heeft de Noordelijke cavalerie de kans gegeven om zijn leger in te halen. Dit zou in de komende dagen zware gevolgen hebben.

Lees terugtocht in de Appomattoxveldtocht, 3 april tot 9 april 1865

Slag bij Amelia Springs (5 april 1865)
Na nog een kleine schermutseling tussen de Noordelijke en Zuidelijke cavalerie ontdekt Lee op 5 april dat de weg naar Danville geblokkeerd is door Noordelijke cavalerie. Zijn enige optie is nu een lange omtrekkende beweging te maken naar Lynchburg. Lee kreeg de belofte dat er 80 000 rantsoenen beschikbaar zouden zijn bij Farmville, die 40 km verder weg lag in westelijke richting.
Slag bij Sayler's Creek (6 april 1865)
Bijna een kwart van het Zuidelijke leger onder Lee werd omsingeld en tot overgave gedwongen door de cavalerie van Sheridan en de infanterie onder leiding van Humphreys.
Slag bij Rice's Station (6 april 1865)
Na een kleine schermutseling tussen het korps van Longstreet en Noordelijke eenheden, slaagt Longstreet de High Bridge te bereiken.
Slag bij Cumberland Church (7 april 1865)
Het Noordelijk II korps valt de achterhoede van het Zuidelijk leger aan. Maar boeken geen echt succes.
Slag bij High Bridge (6 april-7 april 1865)
Nadat het merendeel van het leger van Lee de Appomattox rivier overgestoken had bij High Bridge, kreeg de achterhoede onder Longstreet het bevel om de bruggen te vernietigen. Het Noordelijk II korps slaagt erin van de bruggen te redden van het vuur en kunnen de Zuidelijken inhalen bij Farmville. De Zuidelijke cavalerie onder leiding van Fitzhugh Lee slaagt erin van de Noordelijke opmars tegen te houden tot het invallen van de nacht. Lee kon echter de nodige rantsoenen bij Farmville niet inslaan en marcheerde nu richting Appomattox Station, zo’n 40 km verderop, waar bevoorradingstreinen op hem staan te wachten. In van de nacht van 7 april, krijgt Lee een boodschap van Grant om te overgave van het leger van Lee te vragen. Hij stuurde een boodschap terug om de voorwaarden tot overgave te vragen. Zo hoopt Lee tijd te winnen om toch nog in Appomattox Station te geraken.
Slag bij Appomattox Station (8 april 1865)
Een cavaleriedivisie onder leiding van George A. Custer verovert en vernietigt de bevoorradingstreinen bij het Appomattox Station. Lee krijgt het antwoord van Grant met de gunstige voorwaarden tot overgave en een uitnodiging om er over te spreken.
Slag bij Appomattox Courthouse (9 april 1865)
Generaal-majoor John B. Gordon probeert met zijn korps door de Noordelijk linies te breken om toch nog Lynchburg te bereiken. Zij slagen erin van Sheridans cavalerie terug te dringen, maar stuiten op het volledige Noordelijke V korps. Gordon wordt omsingeld. Lee beslist om in te gaan op de uitnodiging tot overgave.

## Gevolgen
De Appomattoxveldtocht wordt gekenmerkt door goed uitgevoerde bewegingen door de Noordelijke legers. Iets wat in vorige veldtochten niet altijd het geval was. Lee verweerde zich zeer goed. Door een gebrek aan bevoorrading, hongerige soldaten en ongeluk moest hij zich gewonnen geven. De overgave van het leger van Lee was maar een van de Zuidelijke legers die op veldtocht waren. Maar de psychologische shock is het Zuiden nooit meer te boven gekomen. De laatste legers hadden zich overgegeven tegen het einde van juni.